# Área metropolitana de Viena
El área metropolitana de Viena consiste en la ciudad de Viena y en una serie de localidades menores del estado federado de Baja Austria (Austria).
En total, el área metropolitana de Viena se extiende por una superficie de 1.557 km² y cuenta con una población de 2,02 millones de habitantes, de los cuales 27 y 81% corresponden a la ciudad de Viena, respectivamente. Tiene una densidad de población de 1300 hab/km².

## Composición
El área metropolitana de Viena se compone de la ciudad de Viena y de 55 pequeñas ciudades y municipios ubicados a su alrededor (entre las que destacan las ciudades de Klosterneuburg, Mödling y Baden), como se muestra en la tabla siguiente.
| Distrito                  | Municipio o ciudad        | Superficie (en km²) | Población(1) |
| ------------------------- | ------------------------- | ------------------- | ------------ |
| Viena                     |                           |                     |              |
| —                         | Viena                     | 414,65              | 1.651.437    |
| Baja Austria              |                           |                     |              |
| Distrito de Wien-Umgebung | Klosterneuburg            | 76,20               | 25.124       |
| Distrito de Wien-Umgebung | Gerasdorf bei Wien        | 35,20               | 9.209        |
| Distrito de Wien-Umgebung | Schwechat                 | 44,70               | 15.990       |
| Distrito de Wien-Umgebung | Zwölfaxing                | 6,75                | 1.486        |
| Distrito de Wien-Umgebung | Lanzendorf                | 4,54                | 1.581        |
| Distrito de Wien-Umgebung | Maria Lanzendorf          | 1,69                | 2.032        |
| Distrito de Wien-Umgebung | Leopoldsdorf              | 6,95                | 4.039        |
| Distrito de Wien-Umgebung | Himberg                   | 47,63               | 5.956        |
| Distrito de Wien-Umgebung | Purkersdorf               | 30,24               | 8.364        |
| Distrito de Wien-Umgebung | Gablitz                   | 18,16               | 4.374        |
| Distrito de Wien-Umgebung | Mauerbach                 | 20,31               | 3.531        |
| Distrito de Wien-Umgebung | Pressbaum                 | 58,87               | 6.612        |
| Distrito de Wien-Umgebung | Tullnerbach               | 20,24               | 2.506        |
| Distrito de Tulln         | Sankt Andrä-Wördern       | 39,37               | 7.014        |
| Distrito de Tulln         | Zeiselmauer-Wolfpassing   | 12,70               | 2.084        |
| Distrito de Tulln         | Muckendorf-Wipfing        | 6,27                | 1.062        |
| Distrito de Tulln         | Tulln an der Donau        | 72,23               | 14.075       |
| Distrito de Tulln         | Königstetten              | 13,04               | 1.844        |
| Distrito de Tulln         | Tulbing                   | 18,36               | 2.700        |
| Distrito de Korneubung    | Langenzersdorf            | 10,68               | 7.595        |
| Distrito de Korneubung    | Bisamberg                 | 10,71               | 4.085        |
| Distrito de Korneubung    | Hagenbrunn                | 13,43               | 1.791        |
| Distrito de Korneubung    | Korneuburg                | 9,71                | 11.735       |
| Distrito de Korneubung    | Enzersfeld                | 9,84                | 1.480        |
| Distrito de Korneubung    | Stetten                   | 7,70                | 1.179        |
| Distrito de Korneubung    | Leobendorf                | 29,96               | 4.630        |
| Distrito de Korneubung    | Spillern                  | 12,69               | 1.906        |
| Distrito de Korneubung    | Stockerau                 | 37,41               | 14.952       |
| Distrito de Gänserndorf   | Deutsch-Wagram            | 30,61               | 7.221        |
| Distrito de Gänserndorf   | Strasshof an der Nordbahn | 11,63               | 7.777        |
| Distrito de Gänserndorf   | Gänserndorf               | 30,56               | 9.056        |
| Distrito de Gänserndorf   | Groß-Enzersdorf           | 83,91               | 8.711        |
| Distrito de Mödling       | Hennersdorf               | 5,48                | 1.444        |
| Distrito de Mödling       | Vösendorf                 | 10,49               | 5.634        |
| Distrito de Mödling       | Perchtoldsdorf            | 12,60               | 14.398       |
| Distrito de Mödling       | Brunn am Gebirge          | 7,26                | 10.434       |
| Distrito de Mödling       | Gießhübl                  | 3,89                | 1.907        |
| Distrito de Mödling       | Hinterbrühl               | 16,93               | 4.002        |
| Distrito de Mödling       | Maria Enzersdorf          | 5,36                | 8.482        |
| Distrito de Mödling       | Biedermannsdorf           | 8,94                | 2.911        |
| Distrito de Mödling       | Achau                     | 11,87               | 1.185        |
| Distrito de Mödling       | Laxenburg                 | 10,59               | 2.688        |
| Distrito de Mödling       | Wiener Neudorf            | 6,00                | 8.809        |
| Distrito de Mödling       | Mödling                   | 9,95                | 20.695       |
| Distrito de Mödling       | Guntramsdorf              | 14,86               | 8.721        |
| Distrito de Mödling       | Gumpoldskirchen           | 8,11                | 3.282        |
| Distrito de Mödling       | Kaltenleutgeben           | 17,50               | 3.112        |
| Distrito de Mödling       | Breitenfurt bei Wien      | 27,00               | 5.552        |
| Distrito de Mödling       | Laab im Walde             | 7,15                | 1.178        |
| Distrito de Baden         | Pfaffstätten              | 7,81                | 2.974        |
| Distrito de Baden         | Traiskirchen              | 29,08               | 16.194       |
| Distrito de Baden         | Baden                     | 26,89               | 25.212       |
| Distrito de Baden         | Bad Vöslau                | 38,74               | 11.190       |
| Distrito de Baden         | Kottingbrunn              | 11,63               | 7.107        |
| Distrito de Baden         | Leobersdorf               | 12,34               | 4.402        |
| TOTAL                     | TOTAL                     | 1557,41             | 2.024.651    |

- (1) - Datos del 01.01.2006, tomados del informe estadístico de población del Statistik Austria

- Datos: Q6174064